# Villigen
Ne doit pas être confondu avec Villingen-Schwenningen.
Villigen est une commune suisse du canton d'Argovie, située dans le district de Brugg.
Elle abrite un établissement du Domaine des Écoles polytechniques fédérales : l'institut Paul Scherrer, doté du synchrotron Swiss Light Source.
Le 1er janvier 2006, l'ancienne commune de Stilli a été intégrée à Villigen.

Photo aérienne prise à 1000 m par Walter Mittelholzer (1919).